# Tomás Balcázar
Tomás Balcázar González (Guadalajara, Jalisco, 4 de mayo de 1931 - Guadalajara., 26 de abril de 2020) fue un futbolista mexicano, que jugaba en la posición de delantero. Jugó para el Club Deportivo Guadalajara toda su carrera logrando un título de liga como jugador, para después ser parte del cuerpo técnico de Javier de la Torre, que haría del Guadalajara Campeonísimo.

## Biografía
Nació en Guadalajara en 1931 y se crio en el barrio de Mexicaltzingo, desde temprana edad tuvo contacto con el fútbol, su vida como futbolista comenzó en el Nacional, cuando el equipo estaba jugando en el amateurismo. Fue después de un Campeonato Nacional, en el que asistió representando a Jalisco, que los equipos tapatíos profesionales se interesaron en él, así fue como llegó al Guadalajara en 1948, donde permaneció hasta 1958, teniendo un lapso con el mismo Nacional en el que jugó y dirigió al mismo tiempo. Es suegro del exfutbolista Javier Chicharo Hernández y abuelo del actual delantero mexicano Javier Chicharito Hernández quien curiosamente en la Copa Mundial de Sudáfrica 2010 anotó uno de los goles contra la selección de Francia logrando mismo que su abuelo Balcázar que lo había hecho en el mundial de Suiza 1954.
Con el Guadalajara se caracterizó por ser un buen rematador, sobre todo con la cabeza, no tuvo temporadas de muchos goles pero fue constante, logrando instalarse entre los máximos goleadores del equipo. Debido a estas características fue que lo llamaron a la Selección Nacional que acudió al Mundial de Suiza 1954, donde jugó 2 partidos y anotó 1 gol. Siguió su carrera con el Rebaño hasta 1958 cuando decide retirarse del equipo, no sin antes anotar más de 50 goles, entre ellos el gol número 500 de la institución.
Al retirarse se dedica a ser auxiliar de Javier de la Torre, incluso en su etapa con la Selección de fútbol de México. Después estuvo con varios técnicos del Guadalajara como auxiliar y después Emilio Fernando Alonso lo invita a integrarse al Club Morelia, para ir con 'Lupe' Díaz como auxiliar. Falleció en la madrugada del domingo 26 de abril de 2020 a los ochenta y ocho años.

## Selección mexicana

### Participaciones en Copas del Mundo
| Mundial                        | Sede  | Resultado    |
| ------------------------------ | ----- | ------------ |
| Copa Mundial de Fútbol de 1954 | Suiza | Primera Fase |

## Temporadas y goles
- 1948-49 - 4 goles
- 1949-50 - 5 goles
- 1950-51 - 7 goles
- 1951-52 - 10 goles
- 1952-53 - 11 goles
- 1953-54 - 3 goles
- 1954-55 - 12 goles
- 1955-56 - No hay registro
- 1956-57 - 2 goles
- 1957-58 - No anotó

 Clubes 
- Guadalajara 1948-1958

## Palmarés

### Campeonatos nacionales
| Título                    | Club                       | País   | Año     |
| ------------------------- | -------------------------- | ------ | ------- |
| Primera división mexicana | Club Deportivo Guadalajara | México | 1956/57 |
| Campeón de Campeones      | Club Deportivo Guadalajara | México | 1957    |